# Legiunea de onoare

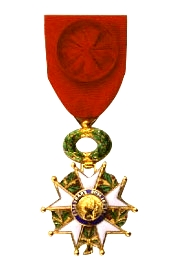
Légion d'honneur
(în grad de ofițer)

Legiunea de onoare, conform originalului în franceză, Légion d'honneur, este cea mai înaltă distincție civilă și militară franceză, instituită în 1802 și acordată neîntrerupt din 1804 până astăzi. 

## Legiunea de Onoare - Légion d'Honneur
Ordinul Legiunii de Onoare:
Decernat de Franța
Tip	Distincție civilă și militară cu 5 grade
Eligibilitate	Militară sau civilă
Decernat pentru	Conduită civilă ireproșabilă sau fapte de război excepționale atestate de o anchetă oficială
Statistici Creare	19 mai 1802 Prima atribuire	14 iulie 1804
Numărul de atribuiri
Numărul maxim de ordine este fixat la:
- Cavaleri: 125,000
- Ofițeri: 10,000
- Comandori: 1,250
- Mari Ofițeri: 250
- Marile Cruci: 75
- Mare Maestru: 26

Clasament
- Medalie superioară	Nici una
- Medalie inferioară	Ordinul Eliberării

## Istoric
Greacă prin nume, (inspirată de Legio honoratorum conscripta din Antichitate), prin simbolismul ei (drapelul) și prin organizare (26 cohorte pentru Anglia), Legiunea de Onoare se eliberează de tradiția ordinelor Regimului vechi, fiind deschisă tuturor, și nu numai nobililor, funcționarilor, bogaților și celor cu influență. 
Cum unii considerau că acesta este un prejudiciu adus principiului egalității civice, Bonaparte, în consiliul Statului justifică această instituție: «vă provoc să-mi arătați o republică, veche sau modernă, care a știut să se descurce fără deosebire. Voi le numiți nimicuri, dar cu aceste nimicuri se conduc oamenii».
Revoluția franceză abolise de fapt toate medaliile în timpul Vechiului Regim și, sub Convenție, generalii luaseră obiceiul de a atribui arme de onoare (carabina de onoare, sabie de onoare, sau toba de onoare) pentru a recompensa actele de curaj. 
În data de 14 iulie 1804 a avut loc la Capela Invalizilor prima repunere a Legiunii de Onoare, de către Napoleon Bonaparte, ofițerilor merituoși, în cursul unei ceremonii oficiale fastuoase. 
Legiunea de Onoare nu este rezervată francezilor: este de asemenea atribuită cu titlu protocolar șefilor de stat, primilor miniștrii, membrilor guvernului și ambasadorilor străini care vin în Franța, și oricăror persoane care au fost utile intereselor Franței. De exemplu, în data de 19 februarie 1999, președintele republicii Jacques Chirac a acordat medalii vechilor combatanți americani din primul război mondial. 
Admiterea și avansarea în ordin sunt pronunțate în limita contingențelor fixate de decretul Președintelui Republicii pentru o perioadă de 3 ani. Aceste contribuții sunt repartizate între președinte și diferiții miniștrii care își adresează propunerile Marelui Cancelar. Accesul la ordin nu se poate face într-un grad superior celui de cavaler, decât atunci când este vorba de a onora o personalitate străină: atunci este în funcție de rangul protocolar al candidaților (astfel prințul Albert de Monaco a fost direct avansat la funcția de Mare Ofițer al Ordinului în 1984). Admiterea în ordin (la rangul de Cavaler) cuprindea, la început, o rentă anuală insesizabilă de 250 de franci de aur. În 2004, această rentă anuală (pentru Cavaleri) era de 6,10 euro. 
Atribuirea Ordinului se face aproape automat pentru foștii miniștrii, prefecți, deputați, senatori. Miniștrii și parlamentarii în activitate sunt excluși din această categorie, cu excepția celor care s-au evidențiat în război.

## Descriere
Medalia este o stea cu 15 raze duble smălțuite cu alb și cu cele zece puncte butonate. Steaua și nasturii sunt din argint pentru Cavaleri și din argint suflat cu aur pentru Ofițeri. Razele sunt unite printr-o coroană, din argint sau din argint suflat cu aur în funcție de grad, smălțuită cu verde și compusă din foi de stejar și din lauri și ale cărei extremități inferioare, încrucișate sunt unite printr-un nod. Centrul stelei prezintă un medalion din aur cu imaginea Republicii, înconjurată de un cerc albastru, pe care scrie: REPUBLICA FRANCEZĂ . Pe revers, medalionul din aur are două drapele tricolore cu inscripția Onoare și Patrie, punând în evidență astfel data creării Ordinului: 19 Florar (a opta lună din Revoluția franceză), an X.
Insigna este agățată de o panglică roșie, poate moștenire a Ordinului Militar din Saint-Louis. Aceasta are o rozetă pentru Ofițeri. Dimensiunea insignei din argint suflat cu aur a Comandanților, pusă la cravată, este mai mare cu jumătate decât aceea din primele două grade. Marii Ofițeri poartă crucea de Ofițer, dar și o placă pe partea dreaptă a pieptului. Crucile lor din  argint suflat cu aur au aceeași placă pe partea stângă a pieptului. Crucile lor din argint suflat cu aur, aproape de mărime dublă față de primele 12 grade, se poartă în bandulieră, agățate de o panglică roșie  care se află sub umărul drept.
În ținută civilă, Cavalerii poartă la butonieră o panglică roșie, Ofițerii o rozetă roșie, Comandanții o rozetă roșie pe jumătate de nod din argint, Marii Ofițeri o rozetă roșie jumătate argint, jumătate aur, și Marile Cruci o rozetă roșie pe jumătate de nod din aur.

## Beneficiari ai Ordinului Legiunea de Onoare
Categorii :
•	Cavaleri ai Legiunii de Onoare 
•	Ofițeri ai Legiunii de Onoare: André Malraux
•	Comandori ai Legiunii de Onoare: Marguerite Yourcenar, Romain Gary 
•	Mari Ofițeri ai Legiunii de Onoare
•	Marile Cruci ale Legiunii de Onoare: Jacques Chirac - 1995, Gustave Eiffel, Charles de Gaulle - 1959, Louis Pasteur - 1881, Vladimir Putin- 2006
•	Mari Cancelari ai Legiunii de Onoare
•	Mari Maeștrii ai Legiunii de Onoare
Principalele decorații franceze
•	Ordinul Eliberării
•	Medalia Militară
•	Ordinul Național de Merit
•	Crucea de Război 1914-18
•	Crucea de Război 1939-45
•	Crucea Valorii Militare
•	Medalia Rezistenței
•	Medalia Evadaților
•       Ordinul Palmelor Academice
•	Ordinul Meritului Agricol
•	Ordinul Meritului Maritim
•	Ordinul Artelor și Literelor

## Purtarea decorației
|                                     |        |           |             |             |
| Decorații                           |        |           |             |             |
|                                     |        |           |             |             |
| Baretele care se poartă pe uniformă |        |           |             |             |
| cavaler                             | ofițer | comandant | mare ofițer | marea cruce |

## Persoane care au refuzat decorația
•	Dramaturgul Népomucène Lemercier a refuzat să depună jurământ împăratului și dinastiei, La Fayette și poetul Jean-François Ducis, Gérard de Nerval, George Sand, Honoré Daumier, Littré, Gustave Courbet, Guy de Maupassant, Maurice Ravel (care a refuzat pe loc această distincție fără sa ofere explicații), Pierre și Marie Curie, Eugène Le Roy, Jean-Paul Sartre, Simone de Beauvoir, Albert Camus, Antoine Pinay, Brigitte Bardot (care este decorată în 1985 dar refuză să îi fie înmânată), Catherine Deneuve.
•	Poeții anarhiști ca Jacques Prévert, Georges Brassens.
•	Distins la sfârșitul lunii decembrie 1977, scriitorul Bernard Clavel a refuzat Ordinul Legiunii de Onoare preferând să rămână «în clanul celor care l-au refuzat». A adăugat că unchiul său, Charles Clavel îl primise pentru că își vărsase prea mult sângele pentru țară într-un război îngrozitor: «Consider că s-ar răsuci în mormânt dacă ar vedea că port același grad ca și el » . Este de asemenea și cazul lui Philippe Séguin, al cărui tată fusese decorat cu Ordinul Legiunii de Onoare cu titlu postum, după cel de-al doilea Război Mondial.
•	În urma unei întâlniri, președintele Republicii, Vincent Auriol propune Ordinul lui Marcel Aymé. În schimb, scriitorul arată fără menajamente disprețul pe care i-l provoacă interlocutorul său.
•	Sculptorul René Iché, decorat Cavaler pentru 1914-1918, refuză promovarea ca Ofițer în 1947, estimând ca această decorație și-ar pierde întreg sensul dacă l-ar primi atât ca artist cât și ca pionier al Rezistenței de la 1940.
•	Anumite persoane ca de exemplu Jean d'Ormesson, de la Academia Franceză, au ales să accepte decorația dar au refuzat să o poarte.
•	Erik Satie afirma: « Nu este totul să refuzi Legiunea de Onoare. Trebuie mai întâi să nu o meriți.»
•	La 16 octombrie 2006,  președintele Organizației Educaționale superioare turcă și vechi rector al universității Galatasaray, prof. Erdogan Teziç, a returnat Legiunea de Onoare pe care o primise pe 17 septembrie 2004, pentru a protesta împotriva adoptării de către Adunarea Națională a Franței a legii vizând penalizarea negării genocidului armean.